# Allal Benkassou
Allal Benkassou, né le 11 novembre  1941 à Rabat (Maroc) où il est mort le 29 octobre 2013, était un footballeur marocain. Il évoluait au poste de gardien de but.

## Biographie
Né le 11 novembre 1941, Allal Benkassou joua durant toute sa carrière de footballeur avec les FAR de Rabat. Il remporta durant sa carrière sept championnats ainsi que deux coupes du Trône. grâce à ses bonnes prestations, il fut sélectionné plusieurs fois en équipe nationale.
De 1964 à 1972, il joua dans l'équipe nationale du Maroc où il participa à de nombreuses compétitions continentales et surtout internationales, en particulier  les JO de 1964 et la coupe du monde 1970 au Mexique. Il n'en oublia pas pour autant son équipe de FAR qu'il contribua efficacement à faire triompher sur le plan national.
Il décède le 29 octobre 2013 à Rabat.
Allal Benkassou était, sans conteste, un des meilleurs gardiens marocains d'après l'indépendance.

## Sélections en équipe nationale
1. 02/07/1963 Maroc - Tunisie Maroc 4 - 2 Elim. CAN 1963
2. 21/09/1963 Syrie - Maroc Naples 0 - 1 JM 1963
3. 25/09/1963 Tunisie - Maroc Naples 0 - 1 JM 1963
4. 25/04/1964 Maroc - Uruguay Casablanca 0 - 1 Amical
5. 28/02/1965 Tunisie - Maroc Tunis 0 - 0 Amical
6. 02/05/1965 Maroc - Tunisie Casablanca 0 - 1 Amical
7. 01/11/1965 Algérie - Maroc Alger 0 - 0 Amical
8. 24/11/1966 Algérie - Maroc Alger 2 - 2 Amical
9. 22/02/1967 RFA - Maroc Karlsruhe 5 - 1 Amical
10. 12/09/1967 Algérie - Maroc Tunis 3 - 1 JM 1967
11. 17/03/1968 Maroc - Algérie Casablanca 0 - 0 Amical
12. 03/11/1968 Maroc - Sénégal Casablanca 1 - 0 Elim. CM 1970
13. 05/01/1969 Sénégal - Maroc Dakar 2 - 1 Elim. CM 1970
14. 09/02/1969 Maroc - Hongrie Casablanca 1 - 4 Amical
15. 13/02/1969 Maroc – Sénégal Las Palmas 2 - 0 Elim. CM 1970
16. 09/03/1969 Algérie - Maroc Alger 2 - 0 Elim. CAN 1970
17. 22/03/1969 Maroc - Algérie Agadir 1 - 0 Elim. CAN 1970
18. 21/09/1969 Maroc - Nigeria Casablanca 2 - 1 Elim. CM 1970
19. 10/10/1969 Soudan - Maroc Khartoum 0 - 0 Elim. CM 1970
20. 26/10/1969 Maroc - Soudan Casablanca 3 - 0 Elim. CM 1970
21. 30/10/1969 Algérie - Maroc Alger 1 - 0 Amical
22. 28/12/1969 Maroc - Bulgarie Casablanca 3 - 0 Amical
23. 03/06/1970 RFA - Maroc Leon 2 - 1 CM 1970
24. 06/06/1970 Pérou - Maroc Leon 3 - 0 CM 1970
25. 10/12/1970 Algérie - Maroc Alger 3 - 1 Elim. CAN 1972
26. 12/09/1971 Maroc - Mexique Casablanca 2 - 1 Amical
27. 08/10/1971 Maroc - Egypte Izmir 1 - 0 J.M 1971
28. 29/01/1972 Maroc - Roumanie Maroc 2 - 4 Amical
29. 25/02/1972 Congo - Maroc Douala 1 - 1 CAN 1972
30. 27/02/1972 Soudan - Maroc Douala 1 - 1 CAN 1972
31. 29/02/1972 Zaire - Maroc Douala 1 - 1 CAN 1972

## Les matchs olympiques
1. 28/04/1963 : Casablanca Maroc v France "B" Amical 2 - 1
2. 27/09/1963 Salerno Italie Amateur v Maroc 4 - 1 J.M 1963
3. 29/09/1963 Salerno Espagne Amateur v Maroc 2 - 1 Class. J.M 1963
4. 16/11/1963 Lagos Nigeria v Maroc 3 - 0 Elim. JO 1964
5. 08/03/1964 Casablanca Maroc v  Nigeria 4 - 1 Elim. JO 1964
6. 28/03/1964 Dakar Maroc v  Nigeria 2 - 1 Match barrage Elim. JO 1964
7. 10/05/1964 Addis Abeba Ethiopie v Maroc 0 - 1 Elim. JO 1964
8. 24/05/1964 Casablanca Maroc v Ethiopie 1 - 0 Elim. JO 1964
9. 11/10/1964 : Tokyo Hongrie v Maroc 6 - 0 J.O 1964
10. 13/10/1964 Yougoslavie - Maroc 3 - 1 J.O 1964
11. 07/09/1967 Tunis Italie Amateur v Maroc 0 - 1 J.M 1967
12. 10/09/1967 Tunis France Amateur v Maroc 2 - 0 J.M 1967
13. 05/11/1967  Casablanca Maroc v Tunisie 1 - 1 Elim. JO 1968
14. 26/11/1967  Tunis Tunisie v Maroc 0 - 0 Elim. JO 1968
15. 09/06/1968 Casablanca Maroc v Ghana 1 - 1 Elim. JO 1968
16. 30/06/1968 Kumasi Ghana v Maroc 1 - 2 Elim. JO 1968
17. 28/03/1971 Casablanca Maroc v Niger 5 - 2 Elim. JO 1972
18. 25/04/1971 Niamey Niger v Maroc 1 - 3 Elim. JO 1972
19. 10/10/1971 Maroc - Grèce Izmir 1 - 0 J.M 1971
20. 13/10/1971 Maroc - Yougoslavie Izmir 0 - 1 J.M 1971
21. 23/04/1972  Tunis Tunisie v Maroc 3 - 3 Elim. JO 1972

## Palmarès

### En club
FAR de Rabat
- Championnat du Maroc
  - Champion en 1961, 1962, 1963, 1964, 1967, 1968, 1970
  - Vice-champion en 1960, 1971
- Coupe du Trône
  - Vainqueur en 1959, 1971
- Coupe Mohammed V
  - Finaliste en 1967, 1970